# Semcon
Semcon är ett globalt teknikutvecklingsföretag. Kunderna finns flertalet olika branscher såsom fordonsbranschen, energisektorn, processindustrin, telekom-, life science- och verkstadsindustrin. 
Företaget har cirka 1400 anställda på mer än 20 kontor i Sverige, Norge och Brasilien.

## Historia
Företaget grundades i Västerås 1980 av Arvid Hansen, som tidigare varit verksam vid konsultbolaget Knight.  Semcon som från början uttyddes 'Scandinavian Engineering and Marketing Consultants', syftande på grundarens danska påbrå och ambitionen att även erbjuda tjänster inom marknadsföring. Verksamhetens inriktning kom trots allt huvudsakligen att inriktas på ingenjörstjänster inom framförallt maskin- och elkonstruktion.
1983 anställdes Hans Johansson på Semcon, inledningsvis som chef på det då nystartade Göteborgskontoret, men senare som vice-VD. 1989 förvärvades Semcon av konsultföretaget VIAK, som i sin tur kort därefter förvärvades av VBB. I samband med dessa företagssammanslagningar valde Arvid Hansen att lämna Semcon och Hans Johansson tillträdde som VD.
1996 köpte Hans Johansson tillsammans med andra företrädare för företagets ledning tillbaka företaget och i maj 1997 introducerades Semcon på Stockholmsbörsen. Med början av nittiotalet upplevde Semcon en betydande utveckling och företaget expanderade nu även utanför Sveriges gränser, vid företagets 25-årsjubileum 2005 uppgick antalet anställda till 1 672 och företaget omsatte 1 500 531 000 SEK med verksamhet i 14 länder.
I maj 2006 avgick Hans Johansson efter oenighet med bolagsstyrelsens ordförande Christian W. Jansson och Henrik Sund tillträdde som VD. 2007 som blev ett av Semcons mest händelserika år började med offentliggörandet i mars avseende Semcons förvärv av den tyska teknikkonsultfirman IVM med huvudsaklig inriktning mot fordonsindustrin med verksamhet i München, Stuttgart, Ingolstadt, Bad Fredrichshall, Rüsselsheim och Wolfsburg. I juni samma år avgick Henrik Sund efter förändringar i företagets ägarstruktur då JCE Group gått in som storägare och Christian W. Jansson ersatts av Kjell Nilsson som styrelseordförande. I augusti samma år förvärvade Semcon konsultfirman Caran. I mars 2008 tillträdde dåvarande styrelsemedlemmen Hans-Erik Andersson posten som styrelseordförande medan Kjell Nilsson övertog positionen som VD efter finanschefen Björn Strömberg som verkat som tillförordnad VD efter Henrik Sund. 2012 tillträdde Markus Granlund som VD och Koncernchef och Kjell Nilsson blev åter styrelseordförande. 
2013 gjordes en omfattande organisationsförändring till en marknadsorienterad struktur inom ingenjörstjänster. Förvärv av norska ibruk AS, verksamt inom produktinformation gjordes 2014 och året efter ökad man ägarandelen av norska Kongsberg Devotek AS, verksamt inom ingenjörs- och utvecklingstjänster.
2021 påbörjades en intern separation av företagets affärsområde "Product Information" med avsikt att så småningom börsnotera det som ett separat företag enligt lex ASEA. Den 23 augusti 2022, innan separationen var fullbordad, lade det finska konsultföretaget Etteplan ett bud på Semcon som styrelsen stödde, varpå arbetet med separationen pausades. Bara en månad senare, den 26 september, lade det svenska investmentbolaget Ratos ett högre bud som styrelsen valde att stödja. Köpet gick igenom den 27 oktober varpå Semcon begärde avnotering från Stockholmsbörsen. Semcon avnoterades från Stockholmsbörsen med sista handelsdag den 22 november 2022. Delningen av företaget fortsatte och fullbordades den 17 oktober 2023 när Semcon Product Information blev det nya bolaget Aleido.